# Sobór lyoński I
Sobór lyoński I – XIII sobór powszechny Kościoła katolickiego zwołany przez papieża Innocentego IV do Lyonu. Trwał od 28 czerwca 1245 do 17 lipca 1245.
Na sobór przybyło ok. 150 biskupów i wielu innych wyższych duchownych. Ich liczba była więc niewielka, a przyczyny tego należy szukać w najeździe mongolskim i trwającej wobec tego w Europie wojny z ordami Batu-chana. Szczególnie niewielu przedstawicieli wyższego kleru reprezentowało Święte Cesarstwo Rzymskie, co stanowiło kosekwencję faktu, że główną przyczyną zwołania tego soboru był konflikt pomiędzy papieżem a cesarzem Fryderykiem II, trwający od pontyfikatu Grzegorza IX. Rosnące zapędy cesarza na sprawowanie całości władzy świeckiej i częściowe podporządkowanie sobie Kościoła oraz postać i ambicje papieża Innocentego IV, dążącego z kolei do sprawowania powszechnej władzy przez biskupa Rzymu, doprowadziły do ostatecznej konfrontacji. Sobór ten zdetronizował Fryderyka II jako króla niemieckiego i cesarza rzymskiego, co okazało się decyzją trwałą i skuteczniejszą od ekskomuniki. Cesarza, jako oskarżonego, reprezentował jego sędzia dworski, Tadeusz z Suessa.
Sobór ów zatwierdził również kościelne prawo procesowe, opracowane przez papieża oraz zajął się problemem Mongołów w Europie. Następstwem tego było wysłanie, rok później, pierwszej europejskiej delegacji do chana mongolskiego, Batu-chana. Zwrócono także baczną uwagę i omówiono problemy moralne we wnętrzu Kościoła, głównie odnoszące się do duchowieństwa, co miało swój oddźwięk w uchwalonych konstytucjach. Ogłoszono także nową krucjatę przeciwko Turkom Seldżuckim, która spotkała się z odezwą Ludwika IX Świętego i przeszła do historii jako VI krucjata (bądź VII, zależnie od tego, czy za pełnoprawną krucjatę uzna się tę prowadzoną przez Fryderyka II w latach 1227-1229).